# ناصر مهدی‌پور
ناصر مهدی‌پور کارگردان ایرانی متولد ۱۳۳۴ تبریز، فارغ‌التحصیل مرکز اسلامی آموزش فیلمسازی است. وی فیلمسازی را به صورت آموزشی از سال ۱۳۵۹ در مرکز اسلامی آموزش فیلمسازی شروع کرد و در جهاد دانشگاهی و دانشگاه هنر ادامه داد و سپس چند فیلم کوتاه ۸ م. م و ۱۶ م. م ساخت. فعالیت در سینمای حرفه‌ای را از سال ۱۳۶۳ با فیلم «پیشتازان فتح» به عنوان نویسنده و کارگردان آغاز کرد. او در تاریخ ۲۷ تیر ماه ۱۳۷۶ درگذشت.

## فیلمشناخت
- ۱ - شوک (طراح صحنه، تدوینگر و کارگردان: ۱۳۷۵)
- ۲ - یاران (پرداخت نهایی فیلمنامه و کارگردان: ۱۳۷۲)
- ۳ - گریز (کارگردان: ۱۳۷۱)
- ۴ - گل‌ها و گلوله‌ها (کارگردان: ۱۳۷۰)
- ۵ - دلار (نویسنده و کارگردان: ۱۳۶۷)
- ۶ - پیشتازان فتح (نویسنده و کارگردان: ۱۳۶۳)